# Bisetocreagris yangae
Espèce
Bisetocreagris yangae est une espèce de pseudoscorpions de la famille des Neobisiidae.

## Distribution
Cette espèce est endémique du Anhui en Chine. Elle se rencontre dans le xian de Xiuning.

## Description
Les mâles mesurent de 3,78 à 4,35 mm et les femelles de 3,93 à 4,45 mm.

## Étymologie
Cette espèce est nommée en l'honneur de Jie Yang.

## Publication originale
- Guo & Zhang, 2017 : Two new species of Bisetocreagris Ćurčić, 1983 (Pseudoscorpiones: Neobisiidae) from China. Acta Zoologica Academiae Scientiarum Hungaricae, vol. 63, no 1, p. 71-82 (texte intégral).